# SNAFU
A SNAFU az angol Situation Normal: All Fucked Up (a helyzet normális: teljesen elkúrva) rövidítése, amely a második világháborús amerikai katonai szlengből került át a köznyelvbe az 1940-es évek első felében. Legkorábbi említése a Notes and Queries nyelvészeti magazin 1941 szeptemberi számában szerepel.

## Lásd még
- TARFU
- FUBAR